# レーモン2世 (トリポリ伯)
レーモン2世 (フランス語: Raymond II、ラテン語: Raimundus、1116年ごろ - 1152年）は、12世紀のトリポリ伯（在位：1137年 - 1152年）である。彼の父親は前トリポリ伯ポンスであり、彼はダマスカスから伯国に侵攻してきたムスリム軍に敗れ戦死したとされる。レーモン2世は父の死後、父親への裏切りに対する報復としてレバノン山脈一帯に侵攻し、当地域に居住するキリスト教徒を拷問にかけて処刑して回った。しかしその後、彼はモースルのアタベクであったムスリム諸侯ザンギーの軍勢に敗れ、ムスリム側に捕虜として拘束された。1137年夏、モンフェラン城・ラファニヤ城の割譲と引き換えに、レーモン2世の身柄は解放された。
以上の出来事により、トリポリ伯の軍勢では伯国東部の国境防衛は手に負えないことが明らかとなったため、1142年にレーモン2世は伯国の一部の城塞をホスピタル騎士団に割譲し、伯国東方の国境防衛を騎士団に委任した。また第2回十字軍の指揮官として聖地にやってきた大叔父アルフォンス・ジュルダンが聖地上陸後に急死した際、レーモンは彼の暗殺への関与を疑われたという。なぜなら、アルフォンソはトリポリ伯の爵位の継承権を有する貴族の1人であったからである。ジョルダンの息子ベルトランは実際、1149年、父の死後にAreimeh城を占領してレーモンに対抗した。結局これはムスリム勢力の支援を受けたレーモンによって鎮圧された。この城はその後、テンプル騎士団に譲渡された。
また、レーモンは妻オディエルナとの結婚生活もうまくいかなかったとされる。夫婦間の険悪な関係を解消するべく、オディエルナの姉であったエルサレム女王メリザンドはトリポリを訪れて両者の仲裁を試みた。しかしこの仲裁はうまくいかず、会談後にオディエルナはメリザンドと共にエルサレムへ帰国してしまった。レーモンは妻オディエルナの里帰りを見送るため、しばらくの間オディエルナ・メリザンド一行をエスコートしたが、その帰り道で暗殺教団に暗殺されたという。トリポリ南門での出来事であった。彼は暗殺教団に殺害された最初のキリスト教徒支配者となった。

## 若年期
レーモン2世はトリポリ伯ポンスとセシル・ド・フランスとの長男として誕生した。誕生年月は知られていないが、当時の歴史家ギヨーム・ド・ティールは自身の著作に『彼は父親が亡くなったころには既に青年であった』と記していることから、レーモンは1137年時点で最低でも15歳であったことがうかがえる。また1130年代前半には、レーモンと彼の弟フィリップが父ポンス伯の公式文書に名を連ねていることから、このころには既に政治に参加できるほど成長していたと考えられる。現代の歴史家Kevin J. Lewisは、ポイス伯が亡くなるころにはレーモンはとっくに成人していたと主張しており、この主張に基づくとレーモンは1116年ごろの生まれだと推測される。またLewisは、早ければ1127年にはレーモンはエルサレム王ボードゥアン2世の娘オディエルナと婚約していた可能性もあると指摘している。

## 治世

### ムスリム勢力との対立

1135年時点の十字軍国家とその周辺国の地図。
赤色の領域がトリポリ伯国である。

1137年3月、ダマスカスのムスリム王朝はトリポリに対する侵攻遠征を行い、当時のトリポリ伯ポイスは軍勢を率いてムスリム軍を迎撃したが、トリポリ軍は敢えなく敗れた。ポイス伯は戦場から離脱して逃亡を図ったが、現地のキリスト教徒に捕えられ、ムスリム軍の指揮官に引き渡された。そして3月25日に処刑された。ムスリム侵攻軍は国境沿いのトリポリ側の砦を占領したものの、トリポリ自体を攻撃することなく撤退した。父親の仇を取るべく、父の後を継いだレーモン2世はレバノン山脈地域に侵攻し、父親を裏切ったキリスト教徒たちの多くを捕まえた。捕縛された多くのキリスト教徒たちはトリポリに送還され、その多くは拷問を受け処刑された。
当時北シリア地方を治めていたムスリム諸侯ザンギーは、ポイス伯が亡くなったことを受けて1137年7月にトリポリ伯国へ侵攻を開始した。ムスリムの歴史家カマル・アル＝ディンはのちの著作において、『レーモンがホムス地方への遠征を画策して軍勢を招集したのちに、ザンギーはトリポリに遠征を実行しトリポリを攻撃した。』と記述している。ただし彼の記述は疑わしいとされている。トリポリ伯国の軍勢は、先のポイス伯とダマスカス軍との戦闘の折に壊滅しており、レーモンのもとには新たに大規模な軍事遠征を計画できるほどの軍勢が残っていなかったとされているからである。ザンギーは軍勢を率いてトリポリ伯国に侵攻し、モンフェラン城を包囲した。この報告を受けたレーモンはエルサレム王フルク5世に急使を派遣し、モンフェラン城に早急に援軍を派遣するよう要請した。フルク王はエルサレム軍を率いて進軍を開始したが、ここでまた悪い知らせが彼の耳に入った。エルサレム軍がトリポリ伯国国境を通過したころ、アンティオキア公レーモン・ド・ポワティエからの使者がフルク王の元に馳せ参じ、フルク王は彼から「アンティオキア公国にヨハネス2世コムネノス率いるビザンツ帝国軍が侵攻した」という報告を受けたのであった。
同時に2方面から敵に攻め込まれていた十字軍であったが、フルク王とレーモン伯はまずザンギーの軍勢を撃破することに同意した。都市を包囲しているザンギー軍の方が打ち破り易いと考えたからである。これに対してザンギーは包囲を取りやめ、早急に野戦対応の陣形をとるや否や、十字軍の予想に反して、フルク王・レーモン伯連合軍に対して急襲を仕掛けた。連合軍は大敗し、数千人もの死者を出した上に、レーモン伯を含む多くの戦士が捕縛された。フルク王は従者らと共にモンフェラン城に逃げ込んだ。ザンギーはその後モンフェラン城を包囲したが、フルク王を救援するためにアンティオキア公レーモン・エデッサ伯ジョスラン2世・ビザンツ皇帝ヨハネス2世率いる十字軍・ビザンツ帝国軍がモンフェラン城に向けて進軍しているという知らせを受け、立て篭もるフルク王と交渉を開始した。フルク王は先述の救援軍がモンフェラン城に向かっていることを知らなかったため、ザンギーとの交渉の末、自身の安全な撤退の保証とレーモン伯をはじめとする十字軍捕虜たちの解放と引き換えに、モンフェラン城をザンギーに明け渡すことに同意した。

### 権力の統一
当時のビザンツ人作家テオドロス・プロドゥロモスは、1137年から少し経ったころの自身の著作において、トリポリ伯国を帝国の従属国としたヨハネス2世コムネノス帝を称賛する記述を残しており、またビザンツ帝国の歴史家ニケタス・コニアテスは数十年後に記した著作において、レーモン伯のことを帝国の封臣と表現している。当時の文献に残されたこのような記述から、現代の歴史家Lewisはレーモン2世は前トリポリ伯の治世から続く帝国への従属を継続していたと主張している。帝国への忠誠を誓わされたレーモン2世であったが、1138年にヨハネス帝が実施した北シリア地方への軍事遠征に参加することはなかった。これについて、現代の歴史家en: Ralph-Johannes Lilieは、先の戦で大敗してからトリポリ伯国には十分な軍勢が残っていなかったため、軍事遠征に参加することができなかったのであろうと指摘している。
1142年、レーモン2世は伯国東部の国境地帯の数地域をホスピタル騎士団に譲渡した。これらの地域には『クルド人の要塞』 として知られていた城塞が含まれていた。この要塞は改築され、数十年後にはクラック・デ・シュヴァリエとして知られる十字軍有数の要塞となり、十字軍国家における指折りの要衝へと発展していった。またレーモンは1137年の戦役でザンギーに奪われていたモンフェラン城・ラファネア城の統治権も騎士団に譲渡した。レーモンは東方国境地帯の城塞を騎士団に譲渡することで、東方の安定感を図ったのだが、結局この政策はトリポリ伯国の東方地帯に独立した宗教勢力を作り上げてしまうこととなった。

### 一族間の紛争

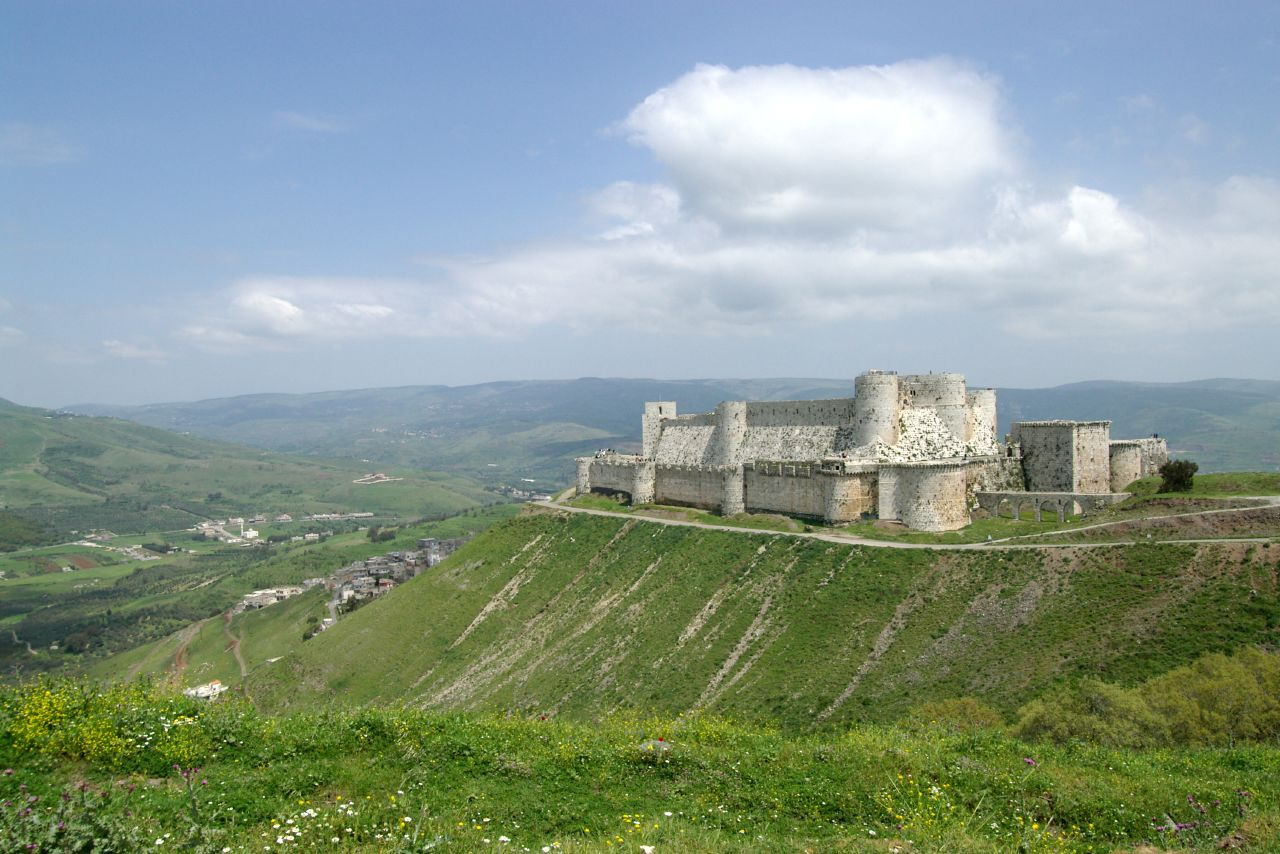
1142年にレーモン2世がホスピタル騎士団に譲渡したクラック・デ・シュヴァリエ城塞。この城塞はホスピタル騎士団が築いた城の中で最大の砦となった。

レーモン2世は第1回十字軍の指導者の1人で初代トリポリ伯を名乗ったトゥールーズ伯レーモン4世の曾孫、トゥールーズ伯ベルトランの孫であったが、このベルトラン伯はレーモン4世の嫡出子か否か論争があったとされている。一方、レーモン4世にはもう1人の嫡出子アルフォンス・ジュルダンがおり、彼はレーモン4世が トリポリ伯 を名乗り始めた後に誕生したことから、アルフォンソもトリポリ伯位の継承者の1人と見なされていた。
そんなアルフォンソは第2回十字軍の最高指揮官の1人として聖地に来着したが、1148年4月、上陸後まもなく亡くなった。彼の予期せぬ死により、十字軍では彼が暗殺されたという噂が広まったとされるが、実際のところは聖地上陸前の長い船旅が原因で自然死したものとされている。無名のシリア人歴史家が記した年代記には、アルフォンソは自身の爵位を守り通すためにレーモン2世により毒殺されたと記述されている。Lewisはこの文献に対して、『最も信頼できる文献だとは言い難いため、アルフォンソの急死に対するレーモンの関与については懐疑的に見るべきである』と強調している。また当時の歴史家シゲベルト・ヴァン・ジャンブルーの編纂した年代記の編者の1人はその年代記において、アルフォンソの死にはレーモン2世の義姉メリザンド女王が関与しており、アルフォンソがトリポリ伯の継承を主張するのを防ぐために彼女が彼を毒殺したのであるとの記述を残している。
レーモン2世は1148年7月24日にアッコで開催された十字軍諸侯による軍議に参加しなかった。またその後行われたダマスカス包囲戦にも参加しなかった。十字軍遠征に積極的に参加しなかったレーモン2世とは対照的に、アルフォンスの従者として遠征に従軍していたアルフォンスの息子ベルトランは十字軍遠征に積極的に参加した。そして1149年夏、ベルトランはトリポリ伯爵の継承権を主張し始め、伯国の街道を押さえる要衝に聳え立つAreimeh城を占領し、レーモン2世に対抗した。レーモンは独力でAreimeh城を奪還することができなかったため、ダマスカスのムスリム領主ムイーヌッディーン・ウヌルやザンギー朝君主ヌールッディーンに支援を要請した。要請を受けた2人のムスリム君主はAreimeh城を攻め落とし、ベルトランと彼の一族を抑留した。落城したAreimeh城とその周辺地域はその後レーモン2世に返還された。早くて1150年代前半ごろに、レーモンはそれらの地域をテンプル騎士団に寄進した。

### 晩年
1150年夏、北シリアへの進軍中のエルサレム王ボードゥアン3世がトリポリに立ち寄った。彼はエデッサ伯国最後の砦を占領したビザンツ皇帝マヌエル1世コムネノスとの面会を望んでいたのである。皇帝との面会に向かうボードゥアン王であったが、当時彼は母親メリザンドと対立しており、彼女の支援者たちはボードゥアンの進軍に対する参加を拒否していたため、彼はレーモン2世に参加を要請するためにトリポリに滞在したのである。レーモン2世の要求に応じ、ボードゥアン王と共に北進し、王と共にマヌエル帝と会談を行った。その後彼らはビザンツ帝国への砦の譲渡を見届けた。
1151年夏、ファーティマ艦隊が聖地沿岸部の諸都市を蹂躙し、トリポリもその際に襲撃を受けた。エジプト軍はトリポリ港に停泊していた多くの軍船を焼き払い、港にいた数百人もの民衆を殺害・拘束した。12月、十字軍はベッカー高原に進軍し、捕えられていたキリスト教徒の捕虜を奪還し、多くの戦利品を分捕った。また1152年4月または5月には、ヌールッディーンがトリポリ伯国に侵攻し、タルトゥースを占領した上で当地に守備隊を残して撤退した。ボードゥアン3世はトリポリに王国中の諸侯を集結させて軍議を開いた。トリポリにエルサレム王が陣を敷いた後、ヌールッディーンの残したタルトゥース守備隊はタルトゥースの要塞設備を破壊してから本国へと撤退していった。タルトゥースの再要塞化に多額の費用が必要となることを理解したレーモンは、タルトゥースの統治権をはじめは地元の男爵に、後にテンプル騎士団に移譲した。タルトゥースはその後、テンプル騎士団の主要拠点のひとつとなった。
対外政策で活躍するレーモンであったが、夫婦間に大きな問題を抱えていた。ギヨーム・ド・ティールによると、夫婦間の妬みからレーモンと妻のオディエルナは激しく対立し憎しみあっていたとされる。オディエルナの姉メリザンドは両者の仲を取り持つためにトリポリに向かった。しかしメリザンドの説得も虚しく、両者間の対立は張り詰めたままだったという。話し合いが終わると、オディエルナはメリザンドと共にトリポリを離れ、エルサレムへと向かった。レーモンは彼女ら一行と共にトリポリを立ち、しばらくの間彼女たちの一団をエスコートしたという。そしてレーモンは一行と別れ、トリポリへと帰還した。が、その道中、トリポリ南門付近において、レーモンは暗殺された。ニザール派の要請に基づいて暗殺教団が暗殺を実行したといい、レーモンと彼のそばにいた2人の騎士がこの暗殺により殺害されたという。ニザール派はそれまでにキリスト教君主を暗殺していなかったため、おそらくレーモンの政策によりタルトゥースにテンプル騎士団の拠点が構えられたことに反発して、ニザール派が彼の暗殺に踏み切ったものと考えられている。

## 一族
レーモン2世とオディエルナとの結婚の時期は分かっていない。歴史家ピーター・ロックは彼らの結婚時期は1133年4月ごろであると主張している。レーモンとオディエルナの息子レーモン3世は1140年に誕生した。また彼らの間にはメリザンド・ド・トリポリという名の娘もいた。メリザンドは絶世の美女として知られていたが、体が弱かったことと母オディエルナの不倫の噂により、当時十字軍国家の王族との婚約を希望していたビザンツ皇帝マヌエル1世コムネノスは彼女との婚約を拒否したという。

## 文献
- Barber, Malcolm (2012). The Crusader States. Yale University Press. ISBN 978-0-300-11312-9
- Template:Daftary-The Ismailis
- Dunbabin, Jean (2000). France in the Making, 843-1180. Oxford University Press. ISBN 0-19-820846-4
- Lewis, Kevin James (2017). The Counts of Tripoli and Lebanon in the Twelfth Century: Sons of Saint-Gilles. Routledge. ISBN 978-1-4724-5890-2
- Lilie, Ralph-Johannes (1993). Byzantium and the Crusader States 1096-1204. Oxford University Press. ISBN 0-19-820407-8
- Lock, Peter (2006). The Routledge Companion to the Crusades. Routledge. ISBN 9-78-0-415-39312-6
- Runciman, Steven (1989). A History of the Crusades, Volume II: The Kingdom of Jerusalem and the Frankish East, 1100-1187. Cambridge University Press. ISBN 0-521-06163-6